# Giancarlo Politi
Giancarlo Politi (Trevi, 1937) è un editore e critico d'arte italiano.

## Biografia
Politi nasce a Trevi, in Umbria. Ebbe un breve periodo come pittore e poeta prima di dedicarsi alla critica d'arte. Nel 1965 si trasferì a Roma, dove fondò la sua rivista d'arte nel 1967, una pubblicazione bilingue chiamata Flash, che poi cambiò in Flash Art. Nel 1970 trasferì la sede della rivista a Milano, dove fondò la propria casa editrice, la Giancarlo Politi Editore. Politi iniziò a pubblicare libri d'arte, cataloghi di mostre e Art Diary, un catalogo di studi d'artista, gallerie d'arte, critici d'arte e istituzioni artistiche.
Nel 1978 Flash Art fu divisa in due edizioni separate, Flash Art Italia, rivolta principalmente al mercato italiano, e Flash Art International, che copriva il resto del mondo. Nel corso degli anni furono fatti diversi tentativi di pubblicare la rivista in diverse lingue, tra cui ceco, francese, tedesco, russo e spagnolo. Nel 2004 lanciò la prima edizione della Flash Art Fair.

## Vita personale
È sposato con Helena Kontova, artista e critica d'arte ceca, con cui ha condiviso progetti editoriali e curatoriali. Insieme hanno una figlia, Gea Politi, che ha seguito le orme dei genitori diventando direttrice della rivista di famiglia. La loro è una vera e propria “dinastia dell'arte”, con un forte legame tra vita privata e professionale. La famiglia ha vissuto tra Roma, Milano e Praga, città natale di Kontova, mantenendo sempre un ruolo attivo nel panorama artistico internazionale.

## Opere
- Poesia Umbra Contemporanea, Capitoli, Roma, 1960.
- Linea Umbra, Beniamino Carucci Editore, Roma, 1961.
- Giorgio Celiberti, Gallery 63, New York, 1963.
- Sante Monachesi: Sculture, Bruno Alfieri, Venezia, 1965.
- Brajo Fuso, Edizioni Il Foglio, Piombino, 1967.
- Dario Villalba, Galeria Vandres, Madrid, 1974.
- Italian Painting Today, Multhipla, Milano, 1975.
- Gianni Bertini, Castelli & Rosati, Milano, 1977.
- Francesco Clemente in Belfast, Arts Council of Northern Ireland, 1984.
- Flash Art: Two Decades of History, Politi Editore, Milano, 1990.
- Daniel Spoerri from A to Z, Fondazione Mudima, Milano, 1991.
- Mimmo Paladino, Politi Editore, Milano, 1992.
- Fabio Sargentini, Politi Editore, Milano, 1992.
- Antico Amore, Edizioni Pulcino Elefante, Milano, 1992.
- Panorama Italiano 1, Politi Editore, Milano, 1996.
- Aperto Italia '97, Politi Editore, Milan, 1997.
- Tirana Biennale 1: Escape, Politi Editore, Milano, 2001.
- Prague Biennale 1: Peripheries become the Center, Politi Editore, Milano, 2003.
- Prague Biennale 2: Expanded Painting, Politi Editore, Milano, 2005.
- Pino Pascali, Cambi, Firenze, 2006.
- Prague Biennale 3: Glocal and Outsiders: Connecting Cultures in Central Europe, Politi Editore, Milan, 2007
- Prague Biennale 4: Expanded Painting 3, Politi Editore, Milano, 2009.
- Wolf Vostell: Artista europeo, Fondazione Mudima, Milano, 2010.
- Prague Biennale 5: New Location, New Face, Politi Editore, Milano, 2011.
- Prague Biennale 6, Politi Editore, Milano, 2013.
- Amarcord Vol. 1: Racconti Post-situazionisti di Arte e Anti Arte, Politi Seganfreddo, Milano, 2023.